# Alcis columbinaria
Alcis columbinaria là một loài bướm đêm trong họ Geometridae.